# Legrado
En cirugía, el legrado o curetaje consiste en el uso de una legra o cureta para eliminar tejido del útero mediante raspado o cucharillado. Puede utilizarse para obtener una biopsia de una masa para determinar si es un granuloma, neoplasia, u otra clase de tumor. Puede utilizarse también paliativamente para reducir masas; en muchos lugares también se sigue usando para realizar un aborto quirúrgico dentro de los primeros tres meses o como tratamiento tras un aborto espontáneo (en algunos lugares estas dos últimas intervenciones se llevan a cabo con el uso de fármacos específicos). Suele formar parte de la operación denominada dilatación y curetaje, y a menudo se usa como término equivalente de dicha operación.
En ginecología, la dilatación y legrado (D y L) es un procedimiento  en el que, tras la dilatación del canal cervical con un espéculo, se procede a la limpieza de la cavidad uterina. Luego se extrae el tejido endometrial para su examen. 
Este procedimiento debe realizarse en hospitales o clínicas y requiere anestesia local o general (según las condiciones particulares de cada caso).

## Indicaciones de legrado
Diagnóstico de cáncer uterino, extracción de tejidos tras un aborto espontáneo, tratamiento de sangrados menstruales abundantes, investigación de infertilidad, tratamiento de sangrados profusos o irregulares, poliposis endometrial, engrosamiento uterino, dispositivos intrauterinos incrustados, sangrados postmenopáusicos, sangrados anormales durante terapia de reemplazo hormonal. También se utiliza en pacientes que presentan molas hidatiformes parciales o completas.

## Riesgos asociados
Los riesgos asociados al legrado incluyen la evacuación incompleta de productos de la concepción, la perforación del útero, los daños al endometrio, las adhesiones intrauterinas o síndrome de Asherman, los daños al cérvix, las infecciones del útero o de la zona pélvica y las hemorragias. Además, entraña los riesgos habitualmente asociados con toda operaciones quirúrgicas y el uso de anestesia general.